# 존 케네스 갤브레이스
존 케네스 갤브레이스(John Kenneth Galbraith, 1908년 10월 15일 ~ 2006년 4월 29일)는 캐나다에서 태어난 미국의 경제학자 겸 외교관이자 대학 교수이다.

## 주요 이력
그는 케인스주의 성향인 20세기 미국의 자유주의와 진보주의를 모두 주도한 인물이다. 그가 쓴 경제학 관련서들은 1950-60년대에 널리 읽혔다. 그는 노벨상(노벨 경제학상) 후보로 여러 번 추천되었으나 끝내 수상하지는 못했다.
1908년 캐나다 온타리오 주 태생으로, 토론토 대학교의 온타리오 농과 칼리지(현재는 구엘프 대학의 일부)에서 학부를 마치고 미국 캘리포니아 대학교 버클리에서 석사와 박사 학위를 취득하였다. 하버드 대학교과 프린스턴 대학교 교수로 재직하며 많은 경제적 견해들을 발표하였다. 제2차 세계 대전 무렵에는 UN 물가정책국 국장과 UN 경제보장대책국 국장, 존 F. 케네디 시절에는 인도 대사 등 정부 관직을 두루 맡아 현실 경제에도 폭넓게 참여해왔으며, 1972년에는 미국경제인연합회 회장을 맡기도 했다.
이후 하버드 대학 명예교수로서 연구와 집필 활동을 계속하였으며, 대표적인 저서로는 <풍요한 사회>,<새로운 산업국가>,<대공황>,<미국의 자본주의>,<불확실성의 시대>,<대중적 빈곤의 본질> 등이 있다.

## 같이 보기
- 미국의 현대 자유주의